# Benson Kipchumba Cherono
Benson Kipchumba Cherono (* 30. Juni 1984) ist ein katarischer Langstreckenläufer kenianischer Herkunft, der sich auf den Marathon spezialisiert hat.
2004 wurde er bei den 25 km von Berlin in 1:13:01 Dritter hinter Paul Malakwen Kosgei, der in Weltrekordzeit siegte, und Luke Kibet, der 2007 Marathon-Weltmeister wurde. Im selben Jahr wurde er Fünfter beim New-York-City-Marathon.
2005 kam er beim Peking-Marathon als Erster in 2:06:55 ins Ziel, war aber kurz zuvor irrtümlich einem direkt vor ihm fahrenden Kamerawagen gefolgt und daher 800 m zu wenig gelaufen. Die Organisatoren erkannten ihm dennoch den Sieg zu, da er zum Zeitpunkt der Fehlleitung über zwei Minuten Vorsprung auf die nächsten Läufer hatte.
2006 stellte er die aktuellen Streckenrekorde (Stand Anfang 2008) beim Los-Angeles-Marathon (2:08:39) und beim Mailand-Marathon (2:07:58, gleichzeitig persönliche Bestzeit) auf.
2007 nahm er ein Angebot an, künftig für Katar zu starten. 2009 wurde er Dritter beim Venedig-Marathon.